# Hugo Zorn von Bulach

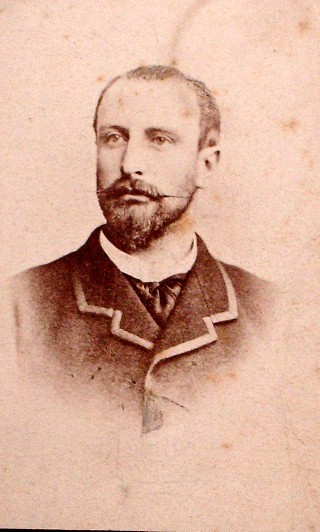
Hugo Zorn von Bulach.

Hugo Anton Marie Ernst Anna Zorn von Bulach, född den 8 februari 1851 i Strasbourg av godsägarsläkt, död där den 21 april 1921, var en elsassisk friherre, politiker och ämbetsman.

## Biografi
Hugo Zorn von Bulachs farfar var 1827—1830 medlem av den franska deputeradekammaren och hans far 1869—1870 av den lagstiftande församlingen, där han hörde till det kejserligt sinnade flertalet och röstade för kriget. Han själv tjänstgjorde under kriget som löjtnant i mobilgardet, men förblev efter fredsslutet i sitt hemland, studerade 1874—1876 vid Strasbourgs universitet och anpassade sig tidigt till de nya förhållandena.
Som autonomist valdes han 1878 till kretsdagen för Nedre Elsass, 1879 till landsutskottet för Elsass-Lothringen och 1881—1887, samt på nytt 1890—1898 till den tyska riksdagen. Där röstade han 1887 utan förbehåll för härens utökning, vilket kostade honom hans riksdagsplats i det efterföljande valet. År 1895 blev han understatssekreterare för Elsass-Lothringen (närmast med ansvar för lantbruket), och i oktober 1908 avlöste han Köller som statssekreterare, det vill säga den egentlige ledaren för riksländernas förvaltning. År 1903 hade han blivit geheimeråd.